# Relations entre la Syrie et la Tchéquie
 (août 2019).
Si vous disposez d'ouvrages ou d'articles de référence ou si vous connaissez des sites web de qualité traitant du thème abordé ici, merci de compléter l'article en donnant les références utiles à sa vérifiabilité et en les liant à la section « Notes et références ».

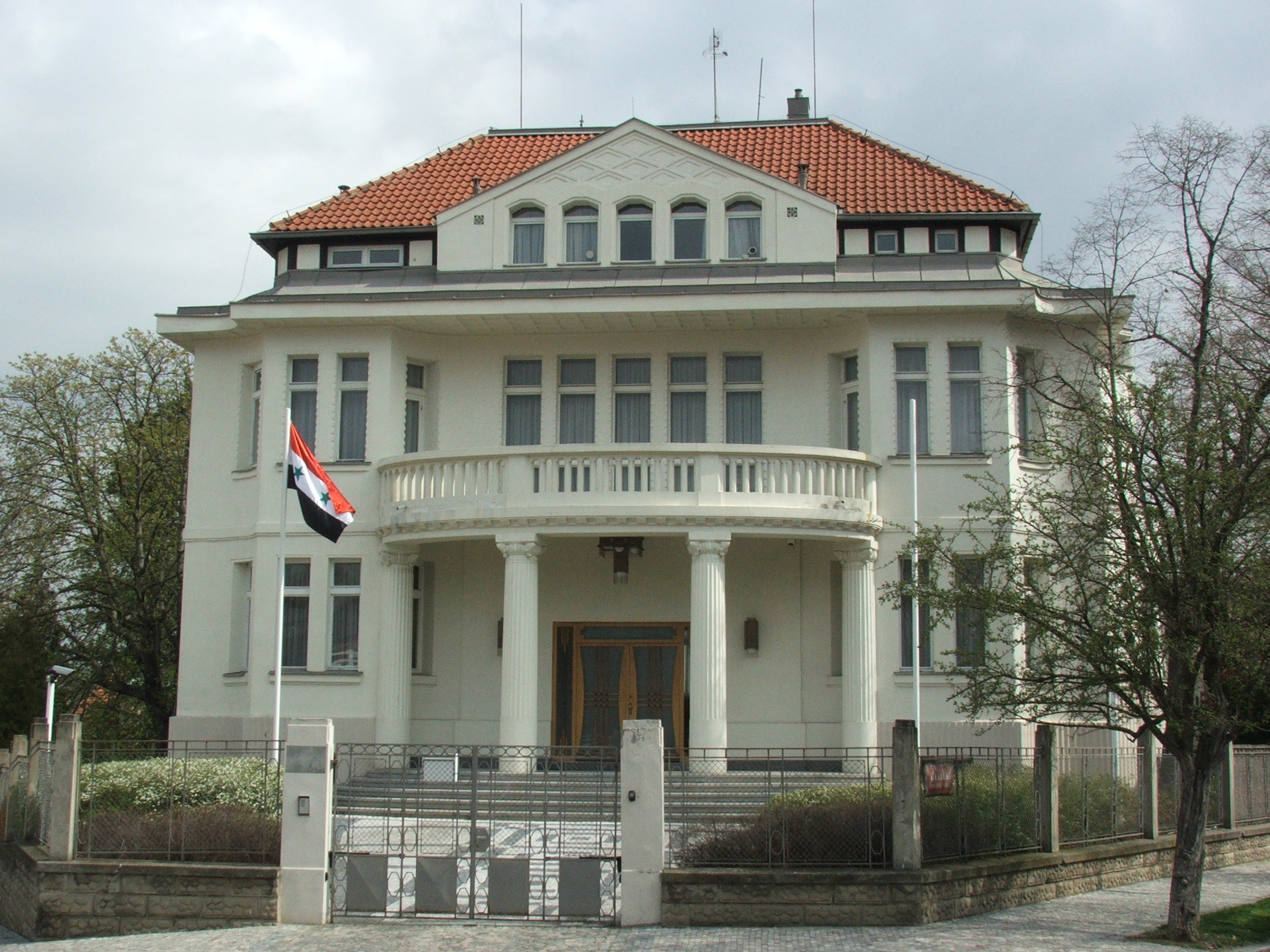
L'ambassade de Syrie à Prague.

Les relations entre la Syrie et la Tchéquie sont les relations internationales entre la République tchèque et la République arabe syrienne. La République tchèque dispose d'une ambassade à Damas (qu'elle n'a jamais fermé pendant la guerre), et la Syrie d'une ambassade à Prague.